# شهرهای ایران در روزگار پارتیان و ساسانیان
شهرهای ایران در روزگار پارتیان و ساسانیان کتابی از نینا ویکتوروونا پیگولوسکایا با ترجمهٔ عنایت الله رضا است که در سال ۱۳۶۷ منتشر و در مراسم کتاب سال جمهوری اسلامی ایران به‌عنوان کتاب برگزیده معرفی شد.